# Tachys vittiger
Tachys vittiger är en skalbaggsart som beskrevs av Leconte 1851. Tachys vittiger ingår i släktet Tachys och familjen jordlöpare. Inga underarter finns listade i Catalogue of Life.